# باشگاه فوتبال بلیث اسپارتانس
باشگاه فوتبال بلیث اسپارتانس (به انگلیسی: Blyth Spartans Association Football Club) یک باشگاه فوتبال در شهر بلیث، نورث‌همپتون‌شایر، کشور انگلستان است که در سال ۱۸۹۹ میلادی تأسیس شده‌است.